# وبائيات المتلازمة الاستقلابية
تقدم هذه المقالة نظرة عالمية عامة عن الوضع الحالي ومدى انتشار المتلازمة الاستقلابية. تشير المتلازمة الاستقلابية إلى مجموعة من عوامل الخطورة المرتبطة بأمراض القلب والأوعية الدموية، وتشمل السمنة والسكري وارتفاع ضغط الدم وارتفاع الكوليسترول.
تشير البيانات الصادرة عن منظمة الصحة العالمية إلى أن 65% من سكان العالم يعيشون في بلدان تؤدي فيها البدانة إلى وفاة أشخاص أكثر من نقص الوزن. تعرف منظمة الصحة العالمية الوزن الزائد على أنه مؤشر كتلة الجسم أكبر أو يساوي 25 والبدانة على أنها مؤشر كتلة الجسم أكبر أو يساوي 30. تعد كل من زيادة الوزن والسمنة من عوامل الخطر الرئيسية للإصابة بأمراض القلب والأوعية الدموية، خصوصاً أمراض القلب الإكليلية والسكتة الدماغية والسكري.
أفاد الاتحاد الدولي للسكري في عام 2011 أن 366 مليون شخص حول العالم مصابون بالداء السكري، ومن المتوقع أن يصل هذا الرقم إلى أكثر من نصف مليار (552 مليون) بحلول عام 2030. يعيش 80% من مرضى السكري في البلدان النامية، وقد تسبب الداء السكري في عام 2011 في وفاة 4.6 مليون شخص، وشُخصت إصابة 78000 طفل بالداء السكري من النمط الأول في نفس العام.

## خلفية
اقترحت تعريفات مختلفة للمتلازمة الاستقلابية من قبل منظمات الصحة العامة المختلفة، ولكن الاتحاد الدولي للسكري والمعهد القومي للقلب والرئة والدم وجمعية القلب الأمريكية  اقترحوا مؤخراً التعريف التالي، فلتشخيص المتلازمة الاستقلابية يجب توافر 3 من عوامل الخطر الخمسة التالية:
- غلوكوز دم صيامي أكبر أو يساوي 100 ملغ/ ديسي لتر، أو مريض يعالج دوائياً من ارتفاع السكر.
- كوليسترول مرتفع الوزن الجزيئي HDL أقل من 40 ملغ/ ديسي لتر عند الرجال أو أقل من 50 ملغ/ ديسي لتر عند النساء، أو مريض يعالج دوائياً لخفض الكوليسترول.
- شحوم ثلاثية أكبر أو تساوي 150 ملغ/ ديسي لتر، أو مريض يعالج دوائياً لارتفاع الشحوم الثلاثية.
- محيط الخصر أكبر أو يساوي 102 سم عند الرجال أو 88 سم عند النساء.
- ضغط دم انقباضي أكبر أو يساوي 130 ملم زئبقي أو انبساطي أكبر أو يساوي 85 ملم زئبقي، أو مريض يخضع لعلاج دوائي لارتفاع ضغط الدم.[5]

تقدر الدراسات أن نحو 40-46% من السكان البالغين في العالم لديهم مجموعة عوامل الخطورة السابقة التي تمثل المتلازمة الاستقلابية، وفي عام 2000 كان ما يقرب من 32% من البالغين في الولايات المتحدة يعانون من المتلازمة الاستقلابية، وارتفع هذا الرقم في السنوات الأخيرة إلى 34%.
تزداد احتمالية حدوث أمراض القلب والأوعية والموت بسببها عند الأشخاص المصابين بالمتلازمة الاستقلابية بنحو ضعفين تقريباً، وتزداد خطورة الإصابة بالسكري بنحو سبعة أضعاف.

## أفريقيا
يصيب مرض السكري حالياً أكثر من 14 مليون شخص في المناطق الوسطى والجنوبية من أفريقيا، ومن المتوقع أن يرتفع هذا العدد إلى 28 مليون مريض بحلول عام 2030. تشير منظمة «مشروع الأمل» غير الحكومية إلى أن تغييرات معينة في نمط الحياة قد تكون السبب الرئيسي لارتفاع معدل الإصابة بالداء السكري هناك، وخصوصاً النمط الثاني من الداء السكري، والذي يبدو أنه يترافق مع عوامل خطورة محددة مثل: مع زيادة محيط الخصر، قلة النشاط البدني، زيادة استهلاك الأطعمة المصنعة. تشهد العديد من بلدان أفريقيا مجاعات وأزمات غذائية، وتكون معظم الأطعمة التي يتبرع بها المجتمع الدولي لهذه الدول أطعمة غنية بالسعرات الحرارية. يعتقد كبير مستشاري مشروع الأمل بول مادن أن التثقيف الصحي الغذائي ضروري لمنع الداء السكري من النمط الثاني من «التهام» القارة الأفريقية، وتقترح المنظمة أيضاً أنه في بعض القرى قد لا يدرك 70 إلى 80% من الناس أنهم مصابون بالسكري.
ركزت الدراسات المنشورة في المجلة الهندية لعلوم الغدد الصماء والاستقلاب الغذائي على طريقة انتشار المتلازمة الاستقلابية ومكوناتها في مجموعات سكانية أفريقية مختلفة، وقد أظهرت تقارير واردة من لاغوس، نيجيريا مثلاً على أن معدل انتشار المتلازمة الاستقلابية يصل إلى أكثر من 80% بين مرضى الداء السكري. يُعزى السبب في ارتفاع معدل انتشار المتلازمة الاستقلابية لدى السكان الأفارقة إلى تبني نمط الحياة الغربي الذي يتميز بنقص النشاط البدني، واستبدال النظام الغذائي الأفريقي التقليدي الغني بالفواكه والخضروات بالأطعمة الغنية بالسعرات الحرارية.

## أوروبا
هناك أكثر من 55 مليون مريض سكري في أوروبا حالياً، ومن المتوقع أن يرتفع هذا العدد بحلول عام 2030 إلى 64 مليون مصاب. يعاني نحو 8.4% من البالغين من آثار هذا المرض الذي تسبب في وفاة 622114 مصاب في أوروبا هذا العام، وخلصت الدراسات أيضاً إلى أن أوروبا فيها أكبر عدد من الأطفال المصابين بالداء السكري من النمط الأول.
شملت إحدى الدراسات 289 مريض في أربع مناطق أوروبية لتحري وجود المتلازمة الاستقلابية. جمعت البيانات الديموغرافية ونمط الحياة والقصة السريرية والتحاليل المخبرية عند المرضى المؤهلين للدراسة. بلغت نسبة المصابين بالداء السكري من النمط الثاني في منطقة أوروبا الوسطى 44% من المشاركين في الدراسة مقارنة بنحو 33% في منطقة البر الرئيسي الأوروبي الأطلسي و26% في المناطق الشمالية الغربية ومنطق حوض البحر الأبيض المتوسط. كشفت هذه الدراسة عن انتشار المتلازمة الاستقلابية في 68% من المصابين في منطقة وسط أوروبا و60% في البر الرئيسي الأطلسي و52% في منطقة حوض البحر الأبيض المتوسط و50% في شمال غرب أوروبا. كانت مستويات غلوكوز الدم الصيامي والكوليسترول الكلي ومستويات الشحوم الثلاثية أعلى في أوروبا الوسطى مقارنة بالمناطق الثلاثة الأخرى، وقد تبين أن ما يقرب من 80% من مرضى منطقة البر الرئيسي الأوروبي الأطلسي كان لديهم ضغط دم غير مضبوط، بينما سجلت المناطق الثلاث الأخرى نسبة تتراوح بين 70 – 71%، وكان معدل استهلاك الكحول أعلى أيضاً في منطقة البر الأوروبي الرئيسي مقارنة بمناطق شمال غرب البحر الأبيض المتوسط وأوروبا الوسطى، وكان المعدل اليومي للتمارين الرياضية أقل في أوروبا الوسطى مقارنة ببقية المناطق. سجلت الدراسة أيضاً أن حالات قصور القلب الاحتقاني وضخامة البطين الأيسر وأمراض الشرايين الإكليلية والذبحة الصدرية كانت أعلى في أوروبا الوسطى مقارنة بالمناطق الأخرى.
تشير الاستنتاجات الإحصائية في هذه الدراسة إلى أن مرضى ارتفاع ضغط الدم في جميع أنحاء أوروبا يظهرون عوامل خطر متعددة للمتلازمة الاستقلابية، مع انتشار أكبر في وسط أوروبا والبر الرئيسي الأطلسي مقارنة بالمناطق الغربية ومنطقة حوض البحر الأبيض المتوسط.

## الشرق الأوسط وشمال أفريقيا
أفاد الاتحاد الدولي للسكري أن أكثر من 34.2 مليون شخص في الشرق الأوسط وشمال إفريقيا يعانون من الداء السكري، وسيرتفع هذا العدد إلى 59.7 مليون مصاب بحلول عام 2030، وقد تسبب السكري في عام 2012 بوفاة 356586 شخص في هذه المنطقة من العالم، مع الإشارة إلى هذه المنطقة بها أعلى معدل انتشار للداء السكري بين البالغين في العالم (11%).